# Grottes de Kumtura
Les grottes de Kumtura (chinois : 库木吐喇千佛洞 ; pinyin : Kùmùtǔlǎ Qiānfódòng) sont un ensemble de temples bouddhistes creusés dans la roche. Elles sont situées le long des rives de la Muzat, sur l'ancienne route de la soie à 25 km à l'ouest de Kucha, une ville du Turkestan chinois. 112 temples troglodytes subsistent, datant du Ve au XIe siècle. Le site est abandonné après les conquêtes islamiques puis endommagé  par des occupations occasionnelles. Au début du XXe siècle, plusieurs  expéditions étrangères en Asie centrale chinoise s'y arrêtent, notamment celles d'Ōtani en 1902, d'Oldenbourg et de Le Coq, ce dernier ramenant  plusieurs fresques à Berlin, où elles sont maintenant exposées au musée d'art asiatique.
La construction de la centrale hydroélectrique de Dongfang Hong dans les années 1970 a provoqué l'élévation du niveau d'eau de la  Muzat et a accéléré la dégradation des peintures murales. Les mesures de préservation à long terme sous l'égide de l'UNESCO ont commencé en 1999 par un vaste travail de documentation et de reconnaissance et par la consolidation des roches dans lesquelles les cavernes ont été creusées.

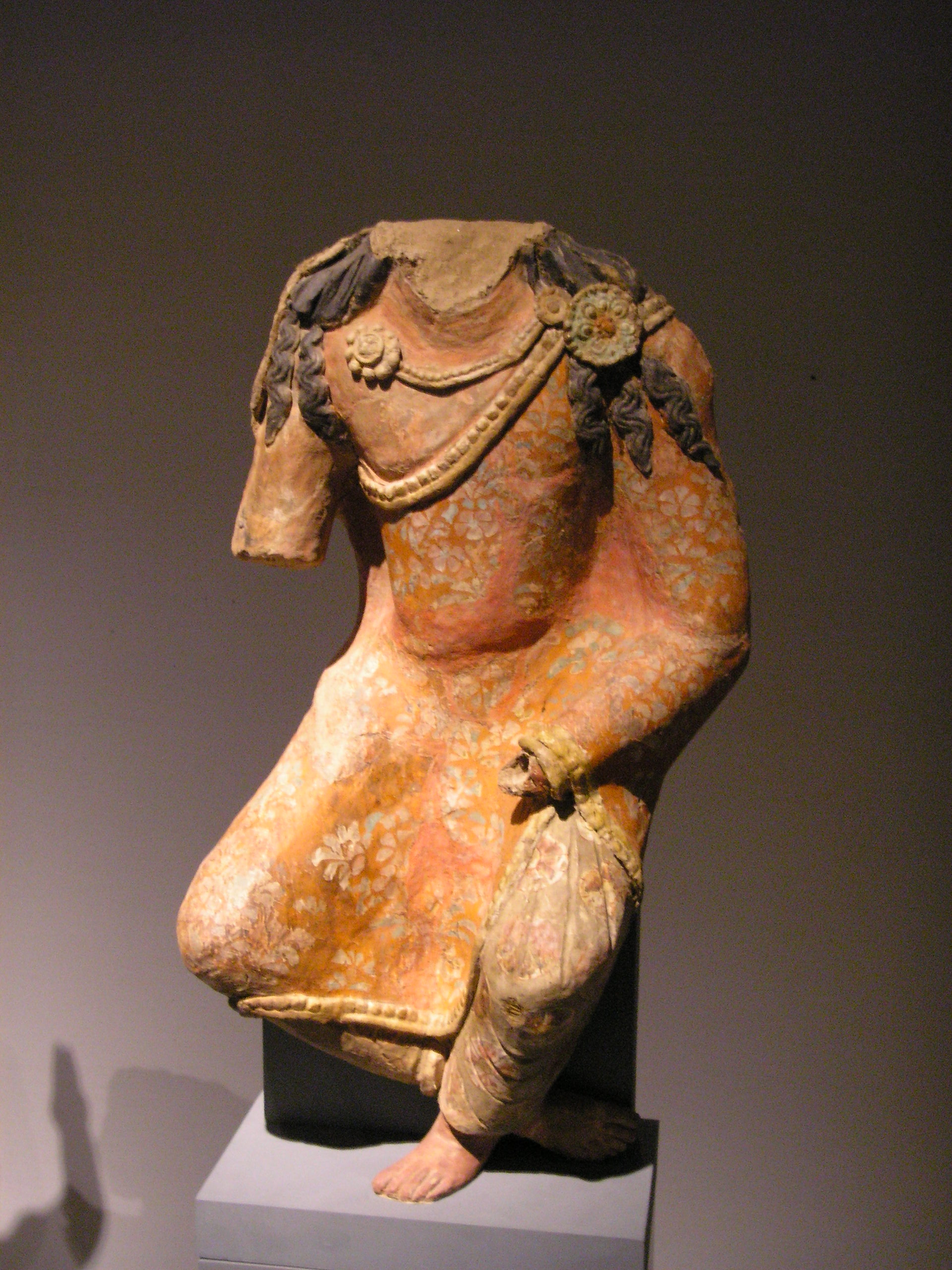
Bodhisattva, argile peinte, 62,5 cm, VII/VIIIe siècle, Musée d'art asiatique de Berlin.

Le site a été l'un des premiers à être inclus dans la liste des monuments de la république populaire de Chine dès 1961 sous le numéro 1-42. 